# لمى الشمندي
لمى الشمندي (19 نوفمبر 1982 -) هي ممثلة و مؤدية دوبلاج سورية.

## عن حياتها
ممثلة سورية مواليد مدينة دمشق تخرجت من المعهد العالي للفنون المسرحية عام 2005.

## أعمالها

### تلفاز
| السنة | العنوان        | الدور | ملاحظات |
| ----- | -------------- | ----- | ------- |
| 2006  | خالد بن الوليد |       |         |

### أدوار الدبلجة
- إيداتين جمب - رامي وأثير وزهور وعلاء ولمى
- جيري من (توم وجيري)
- الصغيرة (روبين).
- أساسنز كريد سنديكيت - إيفي فراي
- إنيوشا - كاجومي
- بي بو با -تمام
- باكوغان - واثق
- رانما النصف - كاسومي (ربى)
- ون بيس - كايا وتشوبر
- المحقق كونان - إيري وبلموت وكازوها (ج 5) وهيبارا (ج8)
- سكوبي دو - والدة فيلما
- ناروتو - ناواكي
- الثابتون - أكيرا إجيوين
- الصياد - أكسيلا
- ساكورا - ماريا
- أنا و أخواتي - وداد (الصوت الثاني)
- توم وجيري والصغيرة روبين - جيري
- صبايا - أشرقت
- زهرة والسيف المضيء - إيمان
- صبايا إكس - روان
- رنين الجواهر ج1 - رؤى
- الأرض الطيبة (ديالا)
- سكان تو غو - لبنى

## وصلات خارجية
- لمى الشمندي على موقع IMDb (الإنجليزية)
- لمى الشمندي على موقع قاعدة بيانات الأفلام العربية